# Жиембет-жырау
Жиембет-жырау (Жиембет Бортогашулы) (1570/1575 — 1643) — казахский батыр, бий и жыршы. Был наместником хана Есима в Младшем жузе. Происходил из рода Тана крупного казахского племени Алшын.
Жиембет-жырау активно участвовал в походах против джунгар в 1620—1627 годах и сыграл значительную роль в победе казахов над джунгарами в 1620 году. В 1628 году Жиембет принял участие в подавлении восстания, поднятого против Есим-хана ташкентским правителем Турсуном. Однако впоследствии Есим-хан, опасаясь растущего влияния батыра, отправляет Жиембета и его брата Жолымбета в ссылку.
Среди немногих сохранившихся произведений Жиембета-жырау — толгау «Обращение к хану Есиму Мужественному» (переведено на русский язык в 1978 году). В нём поэт напоминает властителю о своих заслугах и о том, что он многие годы был для хана надёжной опорой, а затем упрекает хана в неблагодарности и угрожает порвать с ним все отношения и откочевать на другие земли.